# Історико-культурний заповідник «Старий Луцьк»
Державний історико-культурний заповідник у м. Луцьку — історико-культурний заповідник, заснований у 1985 році, у Волинській області України на території обласного центру міста Луцька з метою збереження і раціонального використання історичних пам'яток.
Адреса заповідника: вул. Драгоманова, 23, м. Луцьк — 43016 (Волинська область, Україна).
Адміністрація заповідника працює з 09.00 до 17.30 години з понеділка по четвер, у п'ятницю з 09.00 до 16.30.
Директор: Баюк Віктор Геннадійович.

## Історія створення
У зв'язку з відзначенням 900-ліття першої згадки про Луцьк в Іпатіївському літопису у 1985 р. Рада Міністрів УРСР прийняла постанову «Про оголошення комплексу архітектурних пам’яток у місті Луцьку історико-культурним заповідником». Перший директор Заповідника архітектор Віктор Іржицький зумів сформувати вмотивований колектив, який заклав підвалини подальшого розвитку установи. У 1989—2012 рр. Заповідником керував архітектор Тарас Рабан (1958—2021), за якого було створено низку постійних експозицій. З моменту створення і до 1997 р. Заповідник проводив значну науково-дослідну діяльність, наслідком якої було створення значної фондової колекції археологічних пам'яток, стародруків тощо.    
З моменту створення в 1985 р. Заповідник активно підтримував проведення археологічних досліджень на території Старого міста та в його охоронній зоні. В 1988 р. Заповідник підписав договір з Львівським історичним музеєм про спільне дослідження археології Луцька. У зв'язку з цим на території Заповідника протягом десяти років працювала спільна археологічна експедиція, яка в 1996—1998 рр. отримувала також фінансову підтримку з боку Державного фонду фундаментальних досліджень України. Результатом роботи експедиції було укладання детальної археологічної карти міста, відкрито рештки дерев'яної забудови XIV-XVII  ст., в т.ч. єдиний в Україні, фізично збережений об’єкт дерев’яного храмового будівництва кінця XIV ст. - храм Св. І.Хрестителя, що стояв на луцькому Ринку.   
Серед багаторічних наукових працівників Заповідника, які заклали основи луцькознавства — Борис Сайчук, Петро Троневич, Ростислав Метельницький, Микола ХІлько та інші.   

## Основні параметри
Площа заповідника є відносно невеликою — близько 41 га. Але на цьому просторі можна побачити і оцінити багато стародавніх пам'яток матеріальної культури. І перш за все, це Верхній замок — велична фортеця часів середньовіччя. Замок зараз — не лише музеї, виставки, діючі моделі старовинної зброї і устаткування. Він також є своєрідною культурною сценою Луцька, де проходять різноманітні фестивалі, шоу, зокрема і лицарські турніри, конкурси, концерти, інші культурні події.
У 2021 році, аби запобігти актам вандалізму, на території історико-культурного заповідника «Старий Луцьк» вирішили встановити камери відеоспостереження.

## Головні пам'ятки
На території заповідника знаходиться 52 пам'ятки під охороною держави, з них 39 — національного значення. кафедральний костьол XVII ст., оборонна синагога XVII ст., найстаріші православні церкви міста, стіни яких пам'ятають визначних діячів України: Івана Виговського, Данила Братковського, Петра Могилу, Іова Кондзелевича. Поруч — порівняно не така вже й стара німецька лютеранська кірха. Також до заповідника віднесено рештки мурів Окольного замку XVI ст. і сторінку історії сучасного міста — «будинок з химерами» місцевого скульптора Миколи Голованя.

## Музейні заклади
Музейні заклади на території заповідника — Музей книги, єдиний в Україні Музей дзвонів, музей-аптека, меморіальна «Лесина вітальня», художній музей.